# Salpingotomie
La salpingotomie est l'ouverture d'une trompe de Fallope. Elle est souvent réalisée sous cœlioscopie, mais aussi par laparotomie.
Elle permet entre autres d'évacuer une grossesse extra-utérine (GEU) par aspiration, lorsque l'état de la trompe permet sa conservation (traitement conservateur). Dans le cas contraire il faudra réaliser une salpingectomie consistant en l'ablation de la trompe (traitement radical).